# 38821 Linchinghsia
38821 Linchinghsia è un asteroide della fascia principale. Scoperto nel 2000, presenta un'orbita caratterizzata da un semiasse maggiore pari a 2,2924076 UA e da un'eccentricità di 0,1604837, inclinata di 2,95708° rispetto all'eclittica.